# Atesta latifasciata
Atesta latifasciata là một loài bọ cánh cứng trong họ Cerambycidae.